# Ailly-sur-Noye
Ailly-sur-Noye település Franciaországban, Somme megyében. Lakosainak száma 2669 fő (2022. január 1.). Ailly-sur-Noye Jumel, Chaussoy-Epagny, Essertaux, Flers-sur-Noye, Guyencourt-sur-Noye, Lawarde-Mauger-l’Hortoy, Louvrechy, Mailly-Raineval, Remiencourt és Rouvrel községekkel határos.

## Népesség
A település népességének változása:
| Lakosok száma | 2008 | 2596 | 2647 | 2653 | 2881 | 2860 | 2838 | 2833 | 2778 | 2669 |
|               | 1968 | 1982 | 1990 | 2006 | 2013 | 2015 | 2017 | 2019 | 2020 | 2022 |